# アスリート・マーケティング
アスリート・マーケティング株式会社は、東京都港区新橋に所在する日本のスポーツマネジメント会社。

## 来歴
東北楽天ゴールデンイーグルスの立ち上げ時から広報担当を務めていた岩越亮が2011年11月に設立。主にスポーツ選手のマネジメント業務、エージェント業務を行う。
2017年6月からはメディア事業に進出し、WEBメディア「CoCoKARAnext」をスタート。Yahoo!ニュース、LINE NEWS、スマートニュースなどの国内大手ニュースポータルにも記事を配信している。
2020年に山田邦子とマネジメント契約を交わしたことを皮切りに、タレント・文化人のマネジメントにも乗り出している。

## 主な所属者
2024年3月現在

### プロ野球界
- 岩村明憲
- 川口和久
- 齊藤明雄
- 佐藤義則
- 鈴木尚広
- 橋上秀樹
- 武田翔太
- 西崎幸広
- 松井優典
- 松田宣浩
- 三嶋一輝
- 大竹耕太郎
- デーブ大久保

### アスリート全般
- 飯島健二郎（トライアスロン)
- 入江聖奈（アマチュアボクシング)
- 佐藤優香（トライアスロン）
- ストリーツ海飛（フェンシング )
- 中野友加里（フィギュアスケート）
- 橋本英也（自転車）
- 藤田慶和（ラグビー)
- 松島幸太朗（ラグビー）
- 山田恵里（ソフトボール)
- 山本良介（トライアスロン）

### バスケットボール
- 井上宗一郎（越谷アルファーズ）
- 齋藤拓実（名古屋ダイヤモンドドルフィンズ）
- シェーファーアヴィ幸樹（シーホース三河）
- 須田侑太郎（名古屋ダイヤモンドドルフィンズ）

### 格闘技
- 浅倉カンナ（総合格闘技）
- 扇久保博正（総合格闘技）
- 佐々木憂流迦（総合格闘技）
- 白鳥大珠（キックボクシング）
- 田丸辰（キックボクシング）
- 鶴屋怜（総合格闘技）
- 三浦彩佳（総合格闘技）
- 若松佑弥（総合格闘技）

### 文化人・タレント
- 輝＆輝 KIKI（津軽三味線）
- 小池絵未（スポーツキャスター）
- 杉原杏璃（投資家、グラビアアイドル）
- 鈴木貴博（経営戦略コンサルタント）
- 田中大貴（フリーアナウンサー、スポーツジャーナリスト）
- 塚越友子（心理カウンセラー）
- 中土井鉄信（教育コンサルタント）
- 松嶋桃（プロ麻雀士）
- 山田邦子（タレント）

### 団体・チーム
- トーシンパートナーズ・チームケンズ（トライアスロン）
- 大橋ボクシングジム
- シーホース三河（Bリーグ）